# Caspar van Hilten
Caspar van Hilten (kh. 1583 – 1623) là biên tập viên và nhà xuất bản tờ báo Hà Lan đầu tiên Courante uyt Italien, Duytslandt, &c. được in ở Amsterdam từ ngày 14 tháng 6 năm 1618. Trên thực tế, ông là một sĩ quan báo chí của quân đội Maurice xứ Nassau trước khi trở thành nhà xuất bản. Con trai của ông là Jan van Hilten (kh. 1603 – 1655) sinh ra ở Hamburg, có lẽ là khi Caspar ở đó trên cương vị là sĩ quan báo chí. Van Hilten vừa là một người bán sách kiêm nhà xuất bản sách báo. Sau khi ông qua đời vào năm 1622 hoặc 1623, công việc kinh doanh được Jan kế tục và còn bắt đầu xuất bản tờ báo hàng tuần vào một ngày bình thường (Thứ Bảy). Năm 1649, hiệu sách của Jan van Hilten nằm trên đường Beursstraat trong một ngôi nhà tên là (In) de geborduuerde Handtschoen (nghĩa là "(In) Găng Tay Thêu").